# Дусак
Дусак или тесак је кратак мач сличан сабљи или јатагану. Настао је вероватно у Чешкој најкасније у XVI веку из ранијих сељачких оружја. Конструкција била је једноставна. Сечиво личи на сечиво косе, на једном крају се продужило и најзад увило, чиме је добијен рукохват дусака. Тиме се дусак дао лако и јефтино производити, због чега је оружје постало јако популарно у нижим слојевима друштва.